# Double-sens cyclable
Pour les articles homonymes, voir DSC.
Un double-sens cyclable (DSC) (dénomination en France) ou sens unique limité (SUL) (dénomination en Belgique) est une voie de circulation à double sens dont l'un est réservé aux cyclistes. Il s'agit d'une voie à sens unique pour les véhicules motorisés où les cyclistes sont autorisés à circuler dans les deux sens, à contresens de la circulation motorisée sur la trajectoire matérialisée sur la chaussée, ou dans le sens de la circulation motorisée sur le bord droit de la voie. Ce type d'aménagement cyclable est aussi couramment appelé « contresens cyclable ».

## Effets

### Facilité de circulation
À l'échelle d'une voie, le double-sens cyclable en facilite l'accès par les cyclistes tandis qu'il a le même rôle limitant sur la circulation motorisée qu'un sens unique. Étendu sur une zone ou un quartier (ex. zone 30), le double-sens cyclable augmente la perméabilité de cette zone aux déplacements des cyclistes, dont l'effet sur la tranquillité des riverains est bien moindre que celui de véhicules motorisés. Dans de nombreux plans de ville, le double-sens cyclable permet aux cyclistes d'éviter les voies à fort trafic en passant par des voies où le trafic est restreint.

### Sécurité des usagers
Sur une chaussée trop étroite pour le croisement de deux véhicules motorisés, la circulation des cyclistes à contresens est plus sûre que la circulation dans le même sens que les véhicules motorisés, car le croisement se fait à vitesse plus faible que le dépassement. Contrairement à une intuition très répandue dans l'opinion publique, les collisions frontales en double-sens cyclable sont extrêmement rares du fait de la visibilité réciproque.
Lorsque la largeur de la chaussée ne permet pas le croisement avec facilité et en toute sécurité, les conducteurs de véhicules dont le gabarit dépasse 2 mètres de largeur doivent réduire leur vitesse et, au besoin, s'arrêter ou se garer pour laisser le passage aux vélos.
Les cyclistes circulant à contresens sont beaucoup moins exposés aux risques d'ouverture intempestive de portière, y compris en cas de stationnement sur le côté opposé à la circulation, car en cas de collision les portières, côté passager, tendent à se refermer.
La mise en place d'un contresens cyclable sur une voie auparavant à sens unique induit une période d'adaptation pour les piétons et les riverains qui doivent s'habituer à regarder des deux côtés avant de s'engager. Les portes cochères et les intersections sont les principales sources d'accident sur les contresens cyclables. Les intersections dans lesquelles débouchent des contresens cyclables doivent intégrer le débouché de cyclistes dans leur régime de fonctionnement (feu de circulation, carrefour giratoire) et le mettre en évidence, en particulier si le contresens est installé sur une rue auparavant à sens unique.
À Paris, à la suite de la mise en place des double-sens cyclables dans les zones 30, la probabilité d'accident à vélo sur ces voies a diminué de 45 %.

### Réduction de la vitesse
La mise en place d'un contresens cyclable sur une voie auparavant à sens unique entraîne une baisse significative de la vitesse des véhicules sur cette voie[réf. nécessaire].

## Répartition

### Amérique du Nord

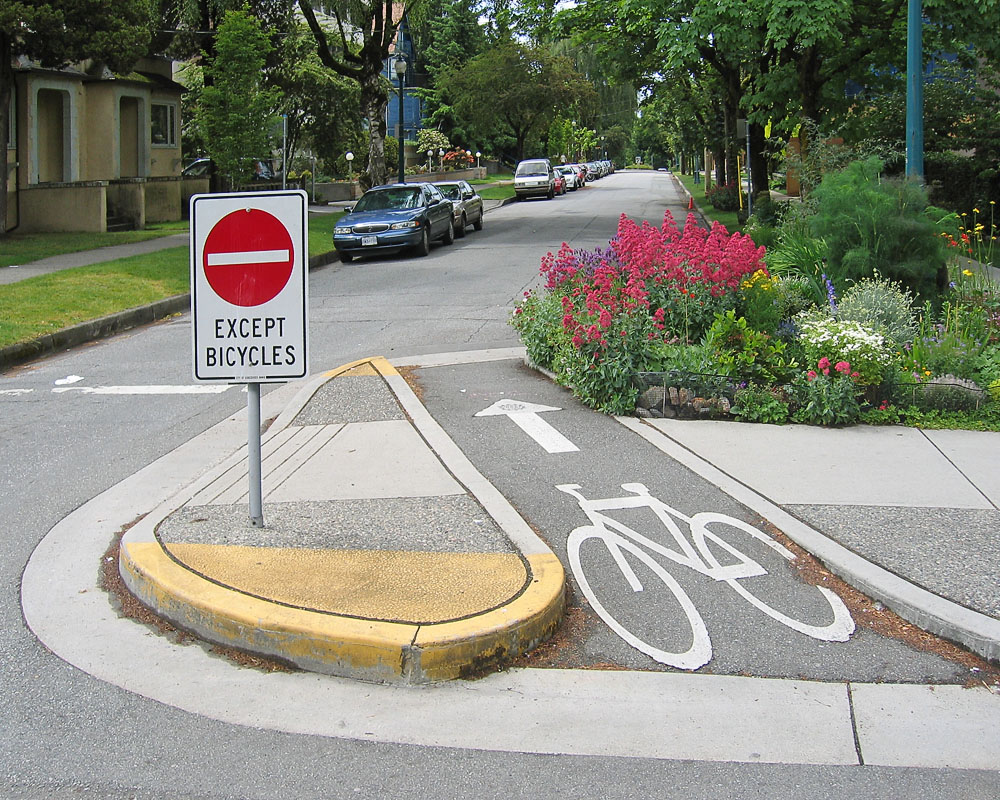
Double sens cyclable, possiblement en Colombie britannique

Au Québec, une rue à sens unique sur laquelle les cyclistes sont autorisés à circuler dans les deux sens s’appelle un double sens cyclable.
Selon la terminologie québécoise, « Dans un sens comme dans l'autre du double sens cyclable, les cyclistes circulent à droite de la chaussée; les cyclistes qui roulent dans le sens de la circulation se trouvent donc à droite des automobilistes, alors que ceux qui roulent à contresens sont à leur gauche. Le double sens cyclable est généralement signalé par des panneaux indicateurs dans les deux sens de la circulation et aux intersections. La circulation des cyclistes à contresens peut se faire sur une bande cyclable, une piste cyclable, une voie mixte bus-vélo ou à même la voie automobile. »
Les doubles sens cyclables avec marquage ont été implantés aux environs de l’Université McGill, à Montréal.
La loi du 10 décembre 2010 dite la Loi 71 modifiant le Code de la sécurité routière du Québec permet le double sens cyclable.
Des villes comme Portland et Vancouver sont également concernées.

### Europe
En Europe, le double-sens cyclable est très répandu en Scandinavie et dans les pays germanophones. Les rues à sens unique pour les cyclistes sont rares, hors quelques axes à forte circulation.
Cet aménagement est moins courant dans le reste de l'Europe, où la situation varie considérablement d'une ville à l'autre, voire d'un quartier à l'autre.

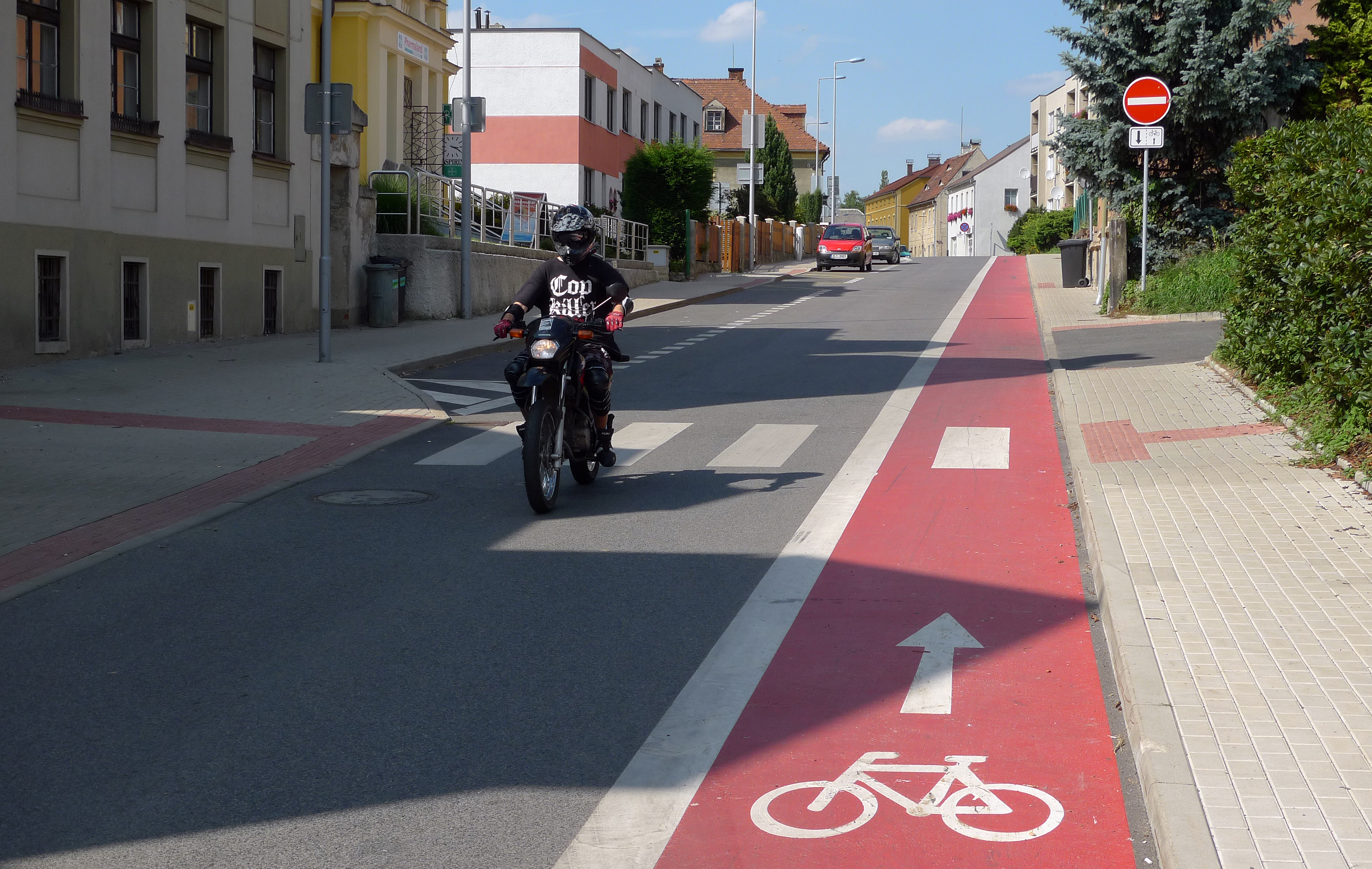
Double-sens cyclable à Hrádek nad Nisou, Tchéquie.
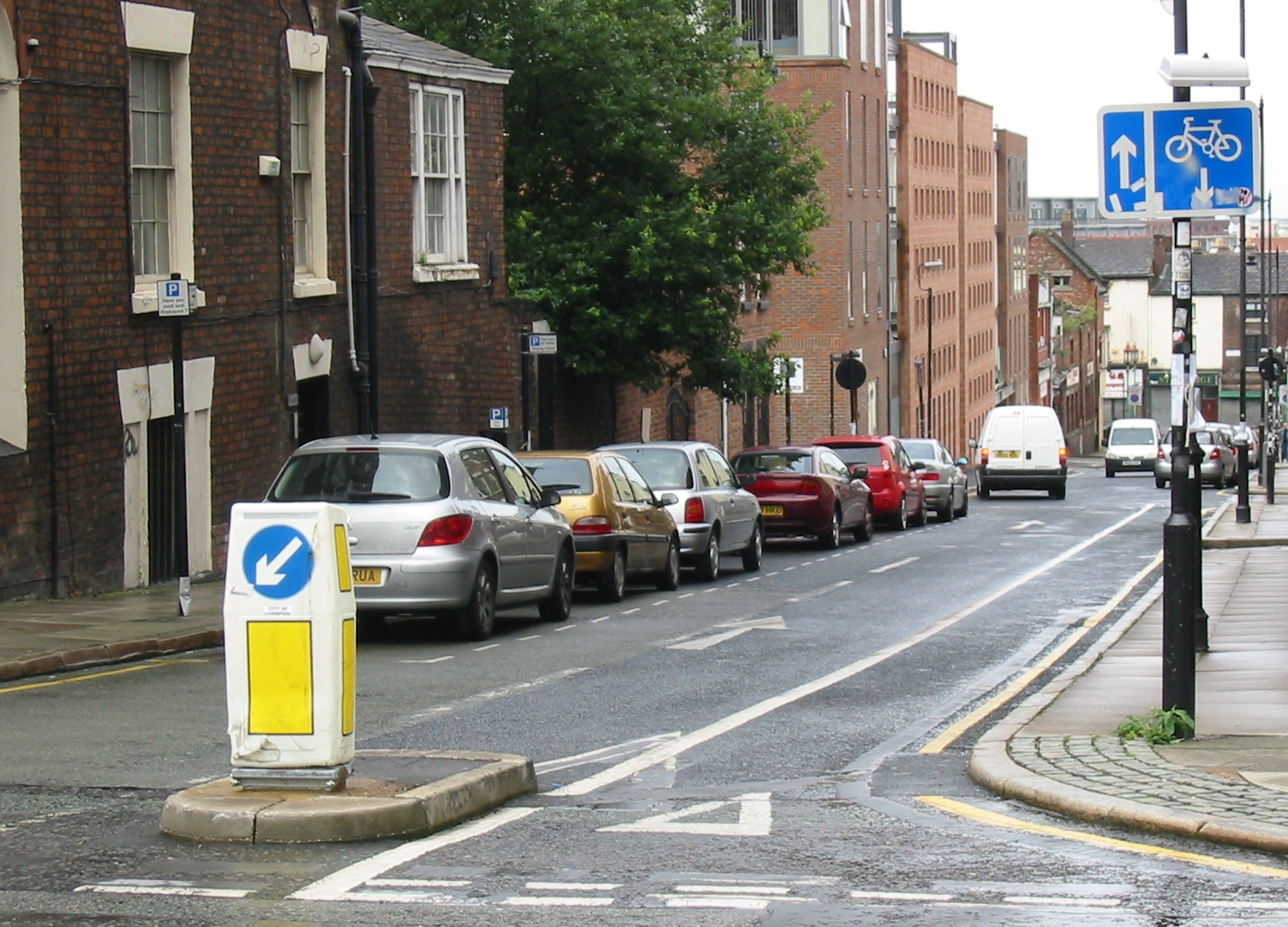
Double-sens cyclable à Liverpool, Royaume-Uni.
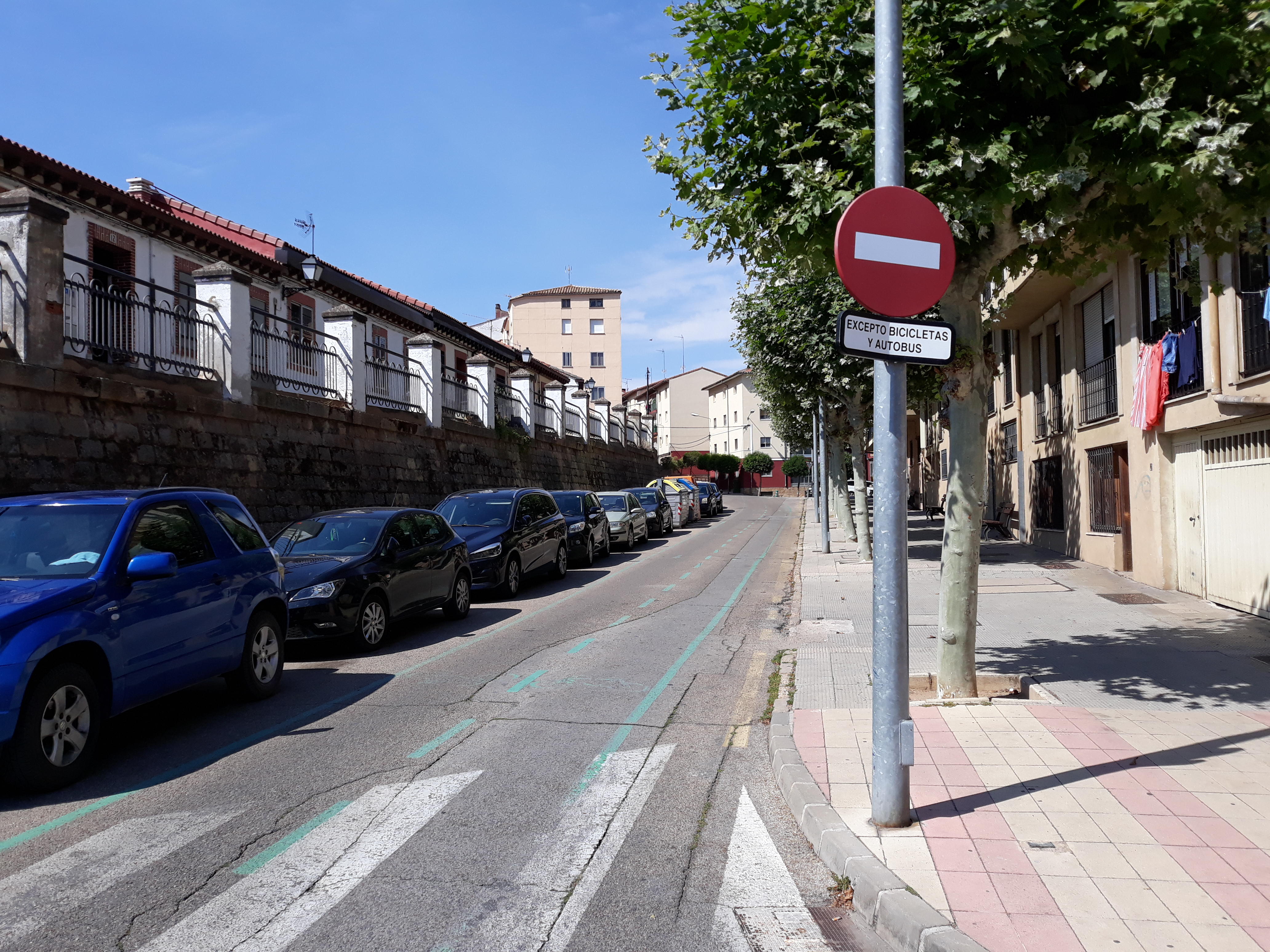
Double-sens cyclable à Soria, Espagne.
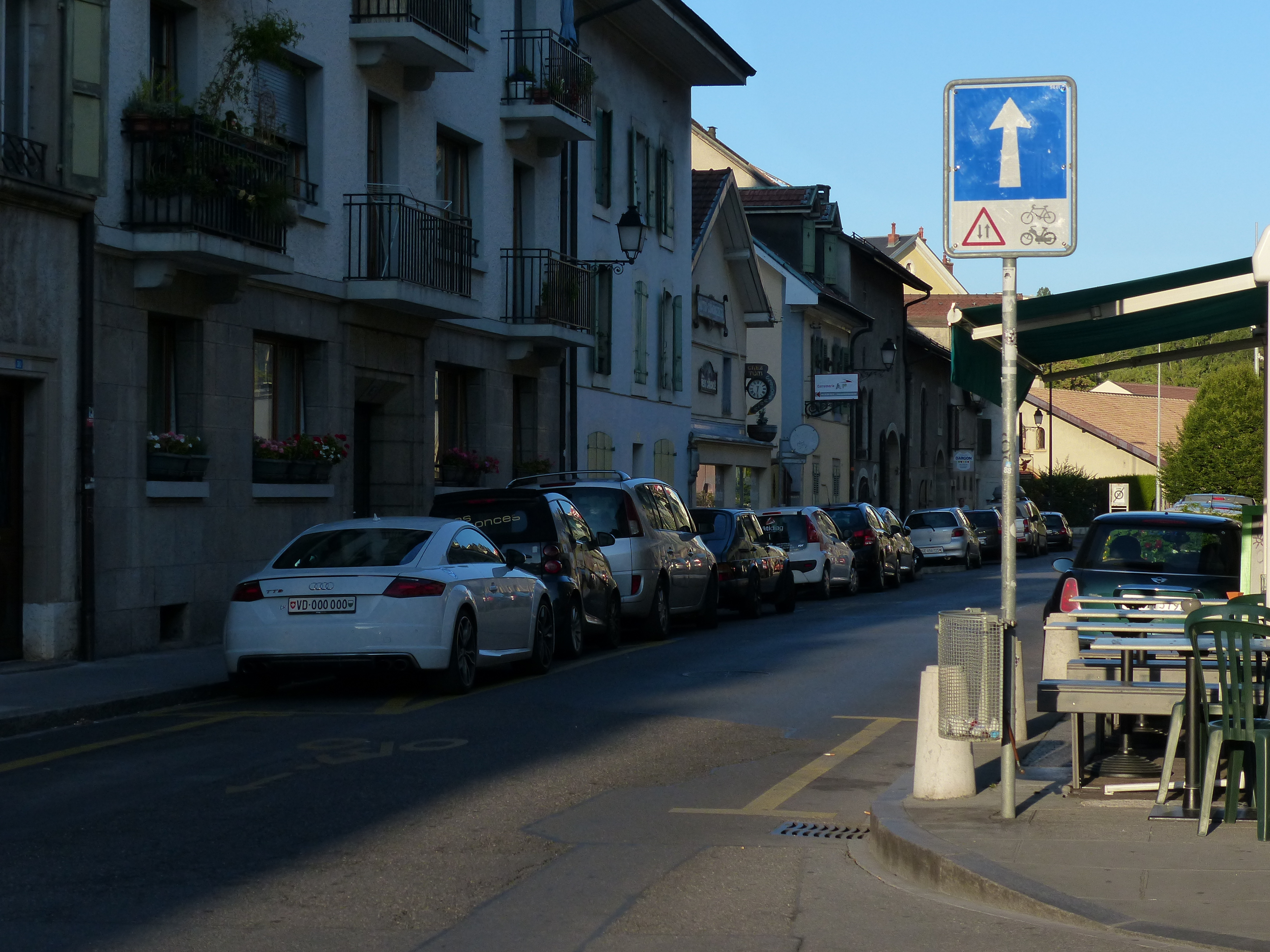
Double-sens cyclable à Carouge, Suisse.

#### Belgique

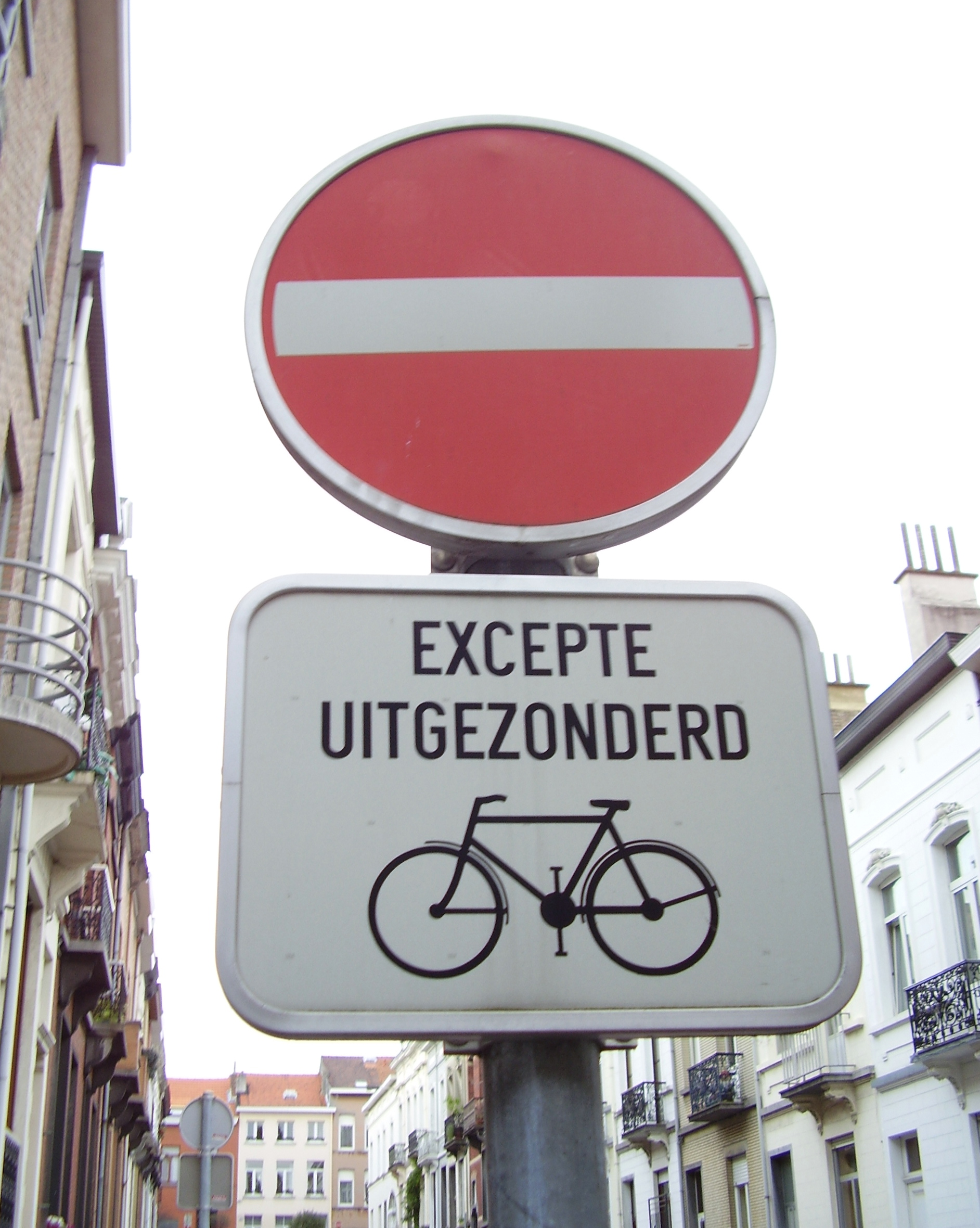
Panneau « sens interdit » à Bruxelles avec panonceau « excepté cycles », placé en sortie d'un sens unique limité.

Un décret royal de 2004 autorise l'aménagement de double-sens cyclable sur toute voie en agglomération.
A Bruxelles-Capitale, 404 kilomètres de voiries, soit 25% de la voirie sont des SUL. La moitié des croisements de la ville connectent une rue en SUL, même si cette part n'est que d'un tiers sur le réseau primaire.
Le présence d'un SUL dépend de la largeur de la chaussée :
- inférieure à 2,6 mètres, SUL interdit
- entre 2,6 mètres et 3 mètres, SUL autorisé
- supérieure à 3 mètres, SUL obligatoire[1].

##### Accidents

###### Accidents en croisement
En Belgique, à Bruxelles, sur 110 accidents, 79 se sont produits dans le sens général, mais seulement 31 à contresens. Toutefois, sur les 31 accidents à contresens, 21 se sont produits sur des routes sécantes.
Les principaux types d'accidents en croisement sont:
- non cession DE priorité (dans le chef d'un des 2 usagers) (14 accidents)
- mauvais positionnement sur la chaussée des usagers impliqués (en Belgique, les usagers devraient garder leur droite, y compris dans et à l'approche des croisements) (7 accidents)
- véhicule tournant en coupant la trajectoire d'un cycliste (6 accidents)
- cas particuliers: 4 accidents (véhicule en marche arrière, tramway, piéton, accident solitaire)[1].

###### Accidents en section
En section à Bruxelles, 16 accidents en contresens se sont produits pour 48 accidents en sens général:
- Sortie de stationnement (6 accidents)
- Piétons traversant (5 accidents)
- Véhicule en sens inverse (4 accidents)
- cas particulier: 1 accident (véhicule stationné en sens interdit)

#### France
La mise à sens unique des voies en agglomération s'est fortement accélérée dans les années 1970 et 1980, dans le but de faciliter le stationnement et de fluidifier la circulation.
Dans les années 1990-2000, les plans de circulation cherchent à rabattre le trafic de transit sur les voies principales pour apaiser la circulation dans les quartiers, ce qui implique davantage de mises en sens unique.
Durant la même période, la verbalisation croissante des cyclistes et la sensibilisation généralisée à la sécurité routière ont dissuadé de plus en plus de cyclistes de rouler à contresens du trafic, même là où la largeur de chaussée et où le trafic le permettrait sans danger. Non seulement les parcours cyclistes ont été allongés, mais en plus ils ont été rabattus sur des voies à fort trafic souvent sans aménagement cyclable.
Quelques communes comme Illkirch-Graffenstaden, Nantes ou Bourgoin-Jallieu ont mis en place le double-sens cyclable avant la fin des années 2000, le plus souvent à titre expérimental. Le double-sens cyclable a été introduit à Paris, rue du Terrage et rue Robert-Blache, en 1996.
Le décret en date du 30 juillet 2008 érige en norme le double-sens cyclable en zone 30 et en zones de rencontre (créée par ce même décret). Les zones 30 existantes devaient être mises à niveau depuis le 1er juillet 2010. Puis, concerne l'ensemble du réseau routier dont la vitesse de circulation est égale ou inférieur à 30 km/h depuis le 1er janvier 2016.
Les exceptions doivent être motivées par l'autorité investie du pouvoir de police (le plus souvent le maire, pour les voies de desserte).
Lors de l’assemblée générale du 25 avril 2009, la FUBicy (désormais appelée FUB, depuis 2010) a attribué son Guidon d’or à la ville de Grenoble pour la mise en place de nombreux double-sens cyclables.

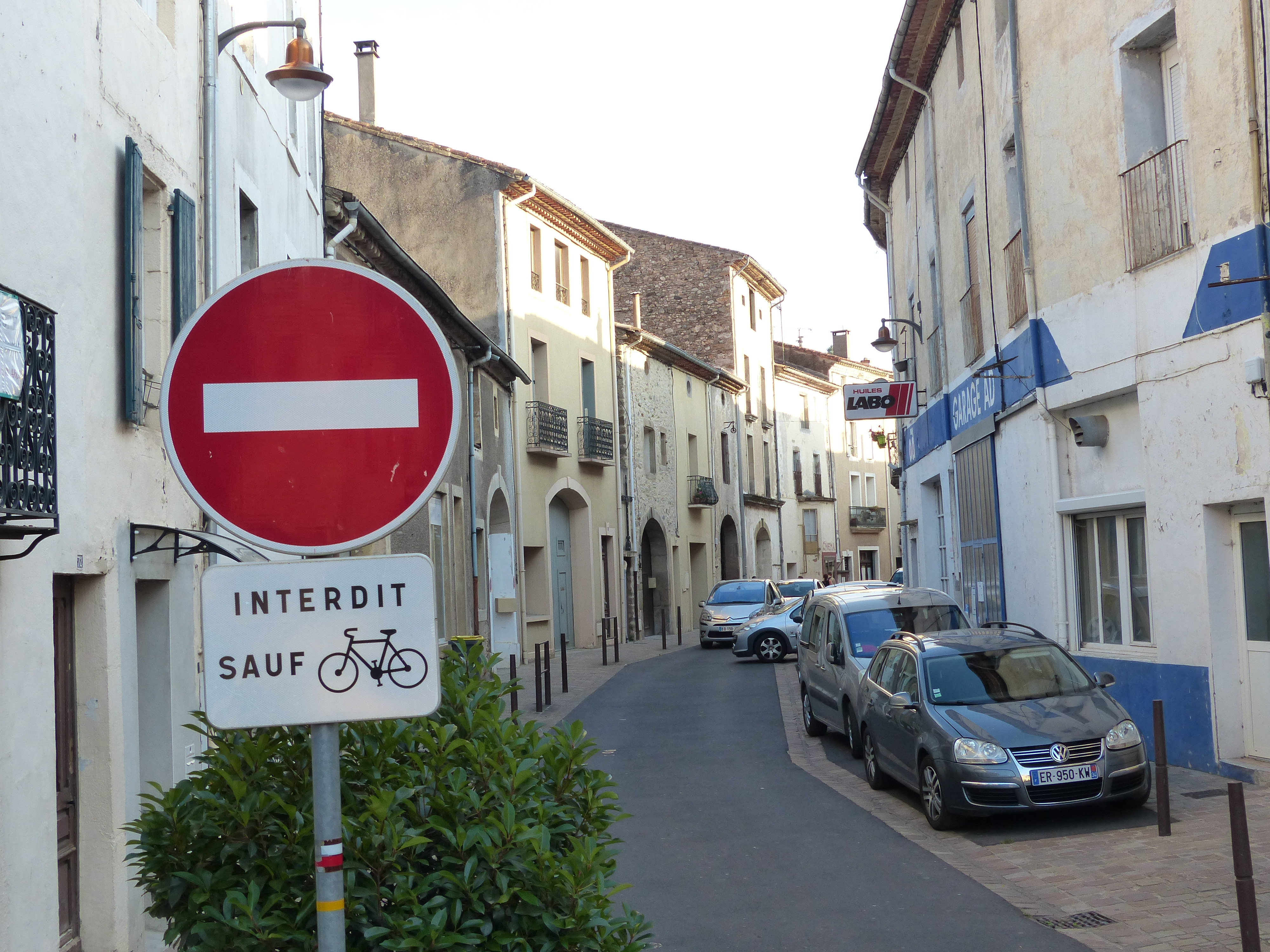
Double-sens cyclable signalé par le panonceau M9v1
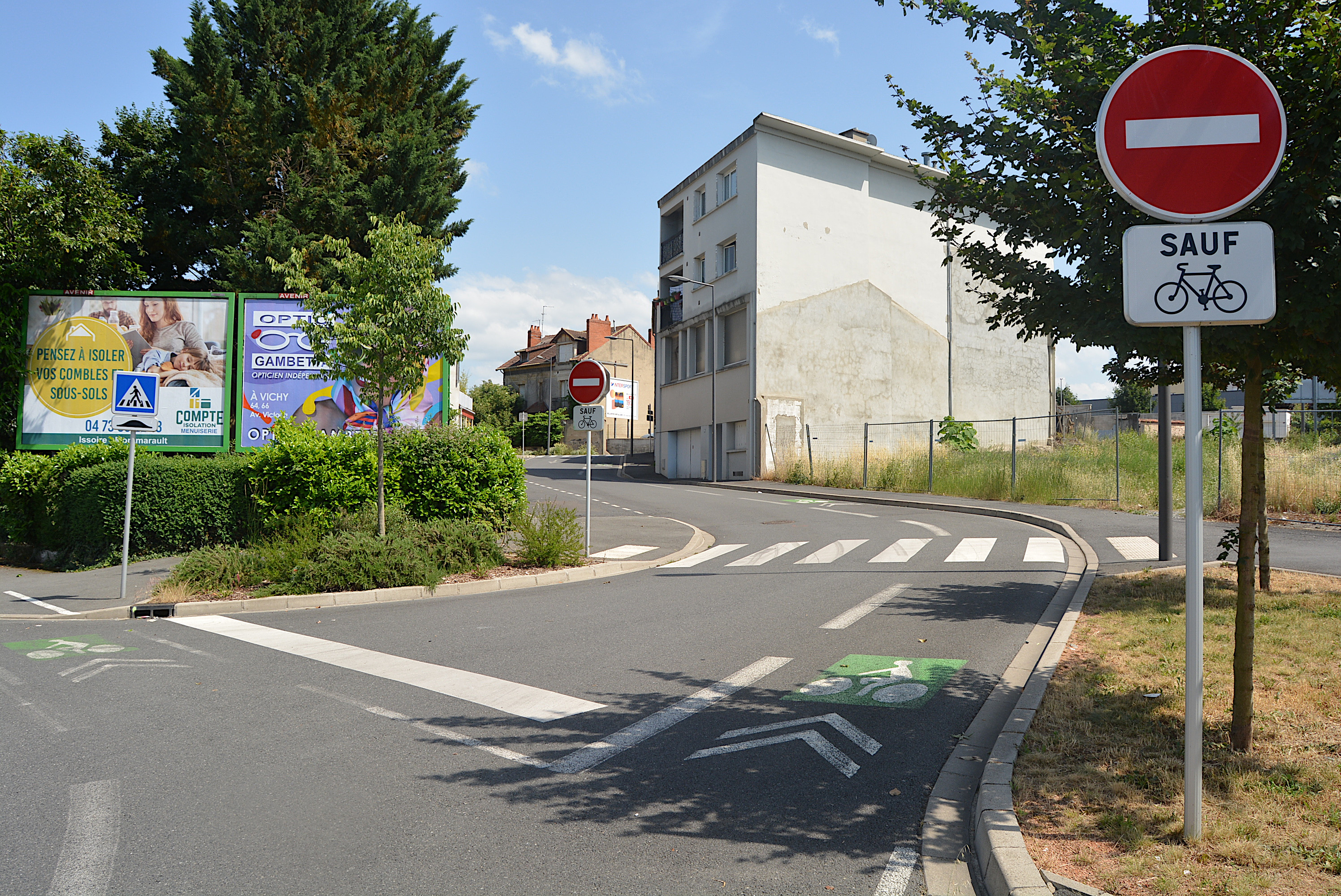
Double-sens cyclable signalé par le panonceau M9v2
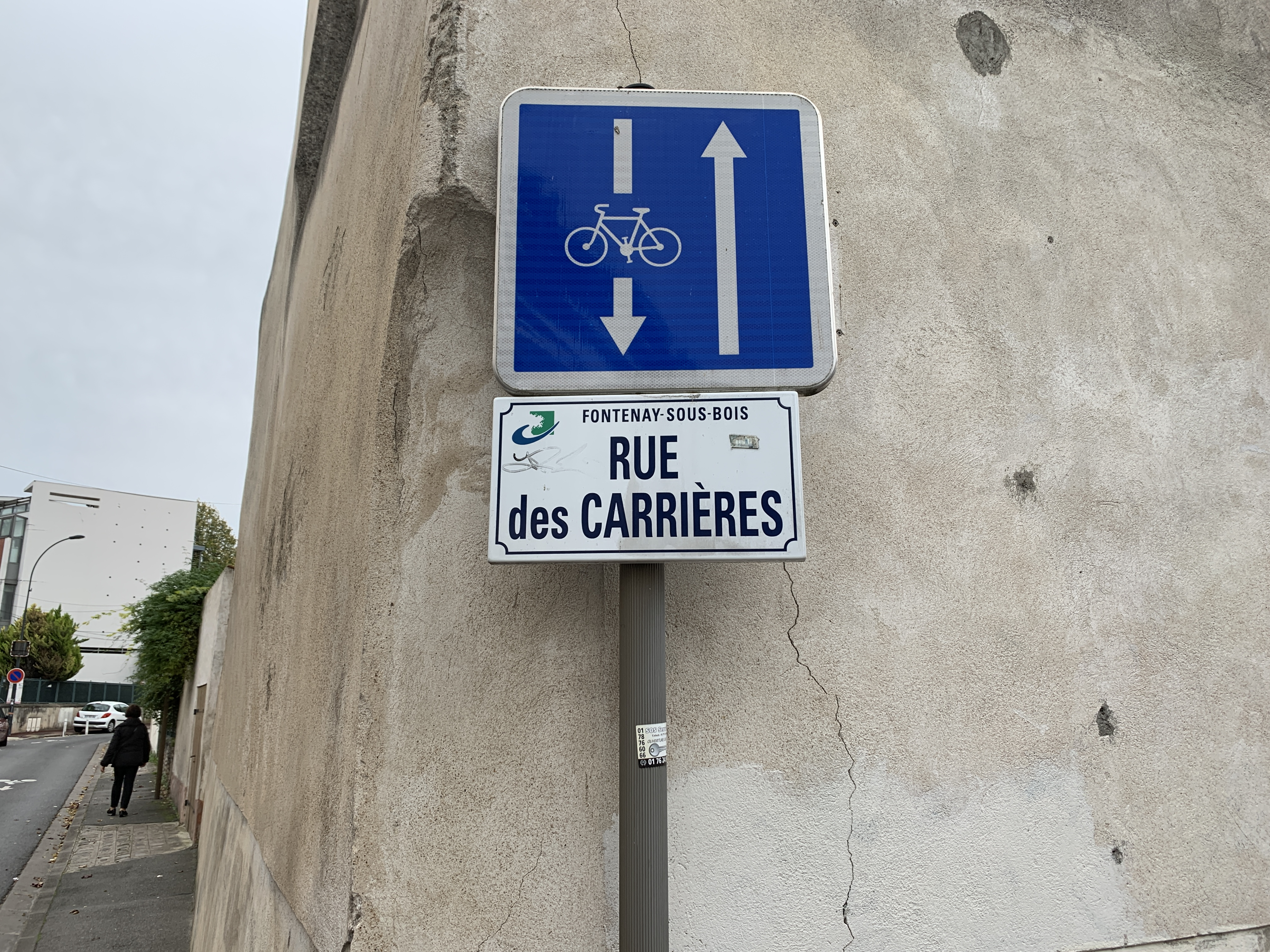
Double-sens cyclable signalé par le panneau C24a
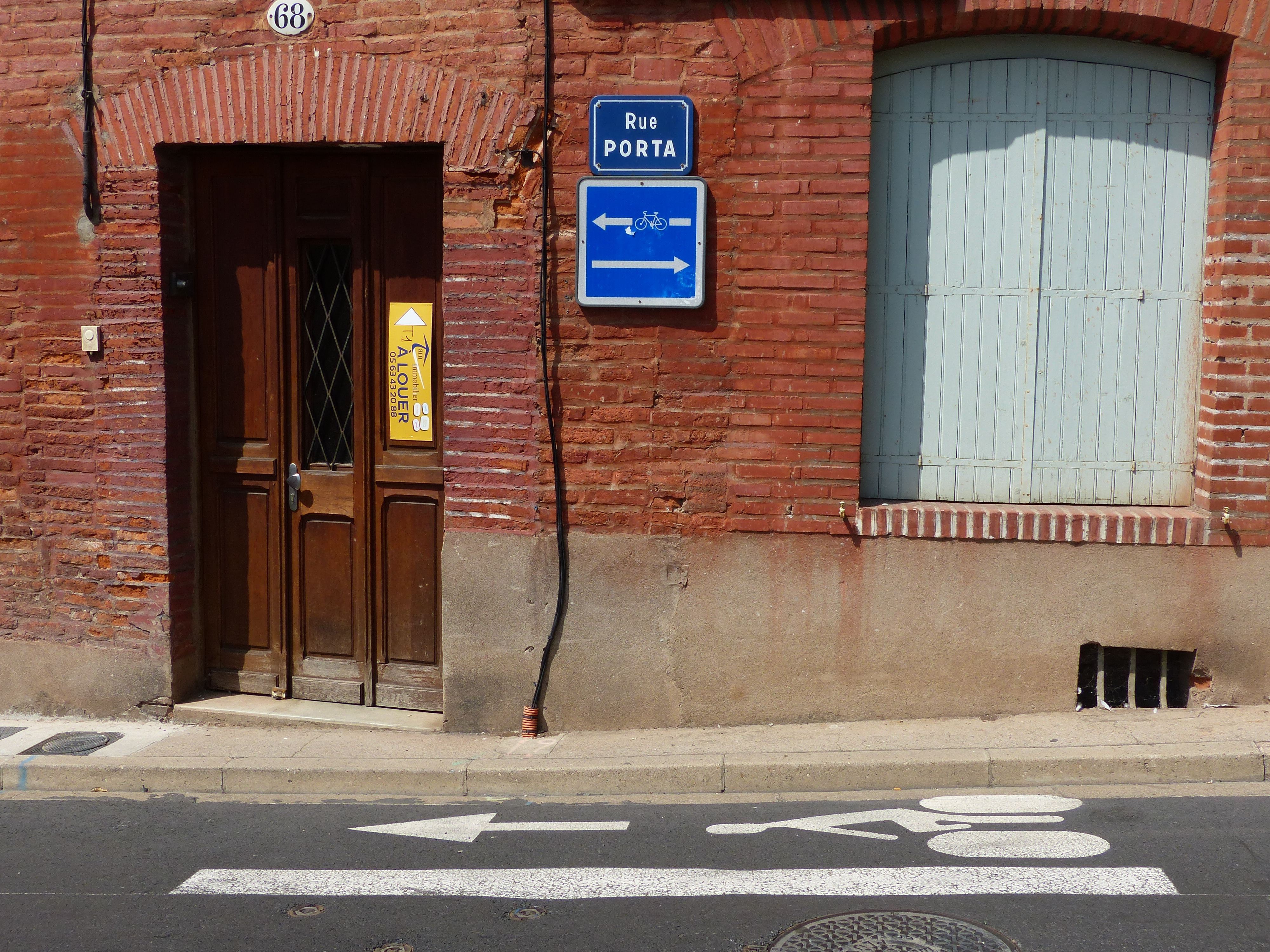
Double-sens cyclable signalé par le panneau C24c